# Stará plovárna (Jihlava)
Stará plovárna (dříve též Vojenská plovárna či Plovárna U Dlouhé stěny) je bývalý rybník, později přebudovaný na vojenskou a ještě později i civilní plovárnu, na okraji Jihlavy, v údolí říčky Jihlávky, pod (a zároveň mezi) sídlištěm Nad Plovárnou a zahrádkářskou kolonií nedaleko Kosovské ulice. Po svahu pod zahrádkářskou kolonií vede podél plovárny modře značená turistická stezka od centra města na Pančavu, plovárnu zároveň obchází stejnojmenná naučná stezka. Vlastní vodní plocha patří od roku 2002 pod Povodí Moravy.

## Historie
V roce 1844 nechal generál J. F. Kempen rozšířit původní, jen rok starý, rybník a vodní plocha posléze sloužila vojákům 8. pěšího pluku k výuce plavání. Roku 1854 přešla do majetku města, které nechalo okolí plovárny upravit – došlo k vybudování převlékacích kabinek a vznikla i dvojice prámů či bazénu pro děti a neplavce. V roce 1926 město otevřelo plovárnu U Českého mlýna na řece Jihlavě, což pro Starou plovárnu znamenalo postupný úpadek. Konec plovárny přišel s koncem druhé světové války. S horšící se kvalitou vody sloužila bývalá plovárna postupně jen rybářům, navíc se zanášela bahnem a zarůstala. Při povodni v květnu 1985 hrozilo protržení hráze bývalé plovárny. Po revoluci se objevila řada snah o revitalizaci území, nikdy však neproběhla v takové míře, aby došlo k obnovení koupaliště. Po převedení do správy Povodí Moravy došlo ke zmenšení původní plochy 2,6 ha na méně než polovinu. V současnosti slouží jako protipovodňová nádrž a využívají ji také rybáři. 

## Další koupaliště v Jihlavě a okolí
- Borovinka – rybník na Smrčenském potoce na okraji Jihlavy (Staré Hory)
- Kněžský rybník – rybník mezi Starýma Horama a Bedřichovem, nedaleko Reindlerova dvora, u dálničního přivaděče (silnice I/38); využíván do poloviny 20. století
- Koňský rybník – dvojice zaniklých rybníků v místech dnešního dopravního hřiště u OC City Park; v polovině 20. století rybníčky zavezeny
- Okrouhlík – chatová osada v okolí trojice Okrouhlických rybníků na stejnojmenném potoce u Čížova a Rančířova
- Pávovský rybník – rybník s obnoveným autokempem mezi Starým a Novým Pávovem na Zlatém potoce; u zaniklé obce Dobešov
- Plovárna / Říční lázně U Českého mlýna – stávala v místech dnešní lávky u tenisových kurtů a loděnice na řece Jihlavě (ulice Romana Havelky; u Kauflandu); v provozu od roku 1926 do přelomu 70. a 80. let 20. století.
- Skalka – drobné koupaliště v lokalitě Skalka, využívané až do 70. let 20. století